# Аренсбек
Аренсбек (њем. Ahrensbök) општина је у њемачкој савезној држави Шлезвиг-Холштајн. Једно је од 36 општинских средишта округа Остхолштајн. Према процјени из 2010. у општини је живјело 8.464 становника. Посједује регионалну шифру (AGS) 1055001.

## Географија
Аренсбек се налази у савезној држави Шлезвиг-Холштајн у округу Остхолштајн. Општина се налази на надморској висини од 57 метара. Површина општине износи 95,4 km².

## Становништво
У самом мјесту је, према процјени из 2010. године, живјело 8.464 становника. Просјечна густина становништва износи 89 становника/km².

## Међународна сарадња
| Мјесто      | Држава | Врста сарадње | Од    |
| ----------- | ------ | ------------- | ----- |
| Норе Алслев | Данска | партнерство   | 1973. |
| Извор       |        |               |       |